# 1976年モントリオールオリンピックの西ドイツ選手団
1976年モントリオールオリンピックの西ドイツ選手団（1976ねんモントリオールオリンピックのにしドイツせんしゅだん）は、1976年7月17日から8月1日にかけてカナダのモントリオールで開催された1976年モントリオールオリンピックの西ドイツ選手団、およびその競技結果。

## 概要
今大会は金メダル10個、銀メダル12個、銅メダル17個の合計39個のメダルを獲得した。

## メダル
| メダル | 選手名                                                                                        | 競技   | 種目                     |
| ------ | --------------------------------------------------------------------------------------------- | ------ | ------------------------ |
| 金     | アンネグレート・リヒター                                                                      | 陸上   | 女子100m                 |
| 金     | グレゴール・ブラウン                                                                          | 自転車 | 男子4000m個人追い抜き    |
| 金     | ペーター・フォンホフ グレゴール・ブラウン ハンス・ルッツ ギュンター・シューマッハー           | 自転車 | 男子4000m団体追い抜き    |
| 銀     | グイード・クラッチマー                                                                        | 陸上   | 男子十種競技             |
| 銀     | アンネグレート・リヒター                                                                      | 陸上   | 女子200m                 |
| 銀     | エルビラ・ポゼケル インゲ・ヘルテン アンネグレート・リヒター アンネグレート・クロニガー       | 陸上   | 女子4×100mリレー         |
| 銀     | マリオン・ベッカー                                                                            | 陸上   | 女子やり投               |
| 銀     | ギュンター・ノイロイター                                                                      | 柔道   | 男子93kg超級             |
| 銅     | パウル＝ハインツ・ヴェルマン                                                                  | 陸上   | 男子1500m                |
| 銅     | クラウス・ペーター・ヒルデンブラント                                                          | 陸上   | 男子5000m                |
| 銅     | フランツ・ペーター・ホフマイスター ローター・クリーク ハラルト・シュミット ベルント・ヘルマン | 陸上   | 男子4×400mリレー         |
| 銅     | インゲ・ヘルテン                                                                              | 陸上   | 女子100m                 |
| 銅     | ペーター・ノッケ                                                                              | 競泳   | 男子100m自由形           |
| 銅     | クラウス・スタインバッハ ウォルター・クッシュ ミヒャエル・クラウス ペーター・ノッケ           | 競泳   | 男子4×100mメドレーリレー |